# آر. تايلور سكوت
آر. تايلور سكوت (بالإنجليزية: R. Taylor Scott)‏ هو محامي أمريكي، ولد في 1834 في وارينتون في الولايات المتحدة، وتوفي بنفس المكان في 6 أغسطس 1897.